# وليام كاهان
وليام كاهان (بالإنجليزية: William Kahan)‏ ولد في 5 يونيو 1933 عالم حاسوب ورياضياتي كندي، اشتهر في مجال علم الحاسوب بمساهماته في تحليل عددي، فاز بجائزة تورنغ في عام 1989.

## وصلات خارجية
- وليام كاهان في شجرة علماء الرياضيات